# Probstzella
Probstzella es un municipio alemán del Distrito de Saalfeld-Rudolstadt en Turingia (Alemania).

## Geografía
Probstzella se encuentra en un valle de las montañas Schiefergebirge, en el parque natural de Obere Saale, exactamente donde el río Zopte desemboca en el río Loquitz, un afluente del Saale de unos 35 km de longitud. Las montañas de las cercanías se alzan con un desnivel de unos 200 m.
El entorno es forestalmente rico, y por la zona sur es recorrido durante 15 km por el Rennsteig. Las cumbres más altas de la zona son el Kolditzberg y el Bocksberg.

### Ciudad
Probstzella es la segunda ciudad más poblada del distrito de Saalfeld-Rudolstadt, tras Uhlstädt-Kirchhasel y se extiende en forma de media luna por el valle del río Loquitz.
Empezando por el norte y en el sentido de las agujas del reloj, los municipios vecinos son: Saalfelder Höhe, Kaulsdorf, Leutenberg, Wurzbach, Lehesten, Ludwigsstadt (Baviera), Gräfenthal y Reichmannsdorf.

### Municipio
El municipio se divide en 20 localidades:
| Población       | Habitantes | Superficie (km²) |
| --------------- | ---------- | ---------------- |
| Arnsbach        | 177        | 1,30             |
| Döhlen          | 66         | 1,94             |
| Gabe Gottes     | 59         | 1                |
| Großgeschwenda  | 155        | 6,25             |
| Kleinneundorf   | 70         | 2,43             |
| Königsthal      | 77         | 1,10             |
| Laasen          | 57         | 4,31             |
| Lichtentanne    | 274        | 8,61             |
| Limbach         | 70         | 3,63             |
| Marktgölitz     | 370        | 7,18             |
| Oberloquitz     | 200        | 6,05             |
| Pippelsdorf     | 68         | 2,60             |
| Probstzella     | 1316       | 8,20             |
| Reichenbach     | 87         | 3,44             |
| Roda/Wickendorf | 46         | 2,25             |
| Schaderthal     | 92         | 2,55             |
| Schlaga         | 49         | 1,23             |
| Unterloquitz    | 239        | 5,81             |
| Zopten          | 174        | 4,08             |

1) incluido dentro de Marktgölitz

## Historia
El año 1012 entregó el rey Heinrich II. Saalfeld yn Orlagau al conde (Ezzo).
Durante la Guerra de los Treinta Años la peste causó estragos en la localidad. En el año 1678 apareció por primera vez el topónimo Probstzella en un mapa. Entre 1826 y 1918 perteneció a Sachsen-Meiningen y desde 1923 al nuevo distrito de Saalfeld, en Turingia. Desde 1952 este distrito es parte del área de Gera y desde la reforma desarrollada en el año 1993, tras la Reunificación Alemana, el distrito se conoce como Saalfeld-Rudolstadt.
Tras la Segunda Guerra Mundial se encontraba en la frontera sur de la zona soviética y pasó a formar parte de la RDA (1949).

## Personalidades
- Johann Friedrich August Breithaupt (1791-1876).
- Helmut Dietrich (1922-1986), presidente del banco estatal de la RDA.
- Hans-Joachim Lemnitzer (n. 1931).
- Klaus Schneider (n. 1936), músico y compositor.
- Marko Wolfram (n. 1974).
- Franz Itting (1875-1967), industrial, constructor de la Casa del Pueblo.
- Alfred Arndt (1896-1976), arquitecto.